# Echinocyamus
Echinocyamus (лат.) — распространённый род морских ежей семейства Fibulariidae. 

## Внешний вид
Это небольшие, неправильной овальной формы морские ежи, уплощённые с дорсальной стороны. Внутренняя часть раковинки укреплена десятью небольшими выступами (что отличает их от других родов семейства Fibulariidae). Апикальный диск несёт четыре гонопоры и несколько гидропор. Амбулакральные лепестки редуцированы, но хорошо различимы и открыты дистально. Перистом круглый и углублённый. Подиальные поры имеются как в амбулакрах, так и в интерамбулакрах. Интерамбулакры непрерывные, с относительно небольшими базикорональными пластинками и интерамбулакральными элементами, немного крупнее амбулакров. Перипрокт расположен на оральной поверхности, посередине между перистомом и краем раковинки.
Этот широкораспространённый род появился в середине эоцена. 

## Виды
В род входят следующие виды:
- Echinocyamus apicatus Mortensen, 1948
- Echinocyamus avilensis Lambert, 1931
- Echinocyamus basseae Lambert (1936)
- Echinocyamus bernaniensis Srivastava (1978)
- Echinocyamus bisexus Kier (1968)
- Echinocyamus bisperforatus Leske (1778)
- Echinocyamus caribbeanensis Kier (1966)
- Echinocyamus chipolanus Cooke (1942)
- Echinocyamus convergens Mortensen (1948)
- Echinocyamus crispus Mazzetti (1893)
- Echinocyamus cyphostomus Lambert (1936)
- Echinocyamus elegans Mazzetti (1893)
- Echinocyamus grandiporus Mortensen (1907)
- Echinocyamus grandis H.L.Clark (1925)
- Echinocyamus gurnahensis Roman & Strougo (1994)
- Echinocyamus hungaricus Szörényi (1952)
- Echinocyamus huxleyanus Meyer (1886)
- Echinocyamus incertus H.L.Clark (1914)
- Echinocyamus insularis Mironov & Sagaidachny (1984)
- Echinocyamus intermedius Hawkins (1922)
- Echinocyamus jacqueli Lambert (1936)
- Echinocyamus jaisalmerensis Srivastava & Mathur (1996)
- Echinocyamus jeanneti Lambert (1932)
- Echinocyamus kamrupensis Das Gupta (1929)
- Echinocyamus lipparinii Airaghi (1939)
- Echinocyamus macneili Cooke (1959)
- Echinocyamus macrostomus Mortensen (1907)
- Echinocyamus maropiensis Lambert (1936)
- Echinocyamus megapetalus H.L.Clark (1914)
- Echinocyamus meridionalis Clark & Twitchell (1915)
- Echinocyamus nummulicus
- Echinocyamus nummuliticus Duncan & Sladen
- Echinocyamus pannonicus Szörényi (1952)
- Echinocyamus parviporus Kier (1964)
- Echinocyamus parvus Emmonds (1858)
- Echinocyamus petalus Kier (1964)
- Echinocyamus planissimus H.L.Clark (1938)
- Echinocyamus planus Lambert (1933)
- Echinocyamus platytatus H.L.Clark (1914)
- Echinocyamus prostratus Nisiyama (1968)
- Echinocyamus provectus de Meijere (1903)
- Echinocyamus pusillus (O.F.Müller) (1776)
- Echinocyamus raoi Srivastava (1978)
- Echinocyamus rostratus Lambert (1929)
- Echinocyamus scaber de Meijere (1903)
- Echinocyamus schoelleri Castex (1947)
- Echinocyamus sollers Koehler (1922)
- Echinocyamus subpiriformis Cottreau (1933)
- Echinocyamus texanus (Clark & Twitchell (1915)
- Echinocyamus truncatus L.Agassiz (1841)
- Echinocyamus vaughani (Clark & Twitchell (1915))
- Echinocyamus wilsoni Kier (1997)
- Echinocyamus woodi Currie (1930)